# 6 Heures de Silverstone 2016
Navigation
Édition précédente Édition suivante
Les 6 Heures de Silverstone 2016 est la première manche du championnat du monde d'endurance FIA 2016 et la 29e édition de l'épreuve. La course est remportée par la Porsche 919 Hybrid no 2 pilotée par Romain Dumas, Neel Jani et Marc Lieb, après la disqualification de l'Audi no 7 pilotée par Benoît Tréluyer, André Lotterer et Marcel Fässler survenue le soir même de la course, pour non conformité au règlement. AF Corse  remporte la victoire dans les deux catégories GT, avec la Ferrari no 71 en GTE Pro, et la Ferrari no 83 en GTE Am.

## Circuit
Les 6 Heures de Silverstone 2016 se déroulent sur le Circuit de Silverstone, en Angleterre. Il est caractérisé par ses courbes rapides, comme l'enchaînement Maggots-Becketts-Chapel très sélectif, suivi d'une longue ligne droite jusqu'au virage Stowe. Ce site est ancré dans la compétition automobile, néanmoins il a connu plus de dix modifications de son tracé, la dernière datant de 2010. Ce circuit est célèbre car il accueille la Formule 1, dont la première manche s'est déroulée sur ce circuit.

## Qualifications
Le tableau ci-dessous présente les résultats provisoires des qualifications. Le premier de chaque catégorie est signalé par un fond jaune.
| Pos. | Cat.      | Voiture                       | Équipe                    | Temps          |
| ---- | --------- | ----------------------------- | ------------------------- | -------------- |
| 1    | LMP1      | no 7 Audi R18                 | Audi Sport Team Joest     | 1 min 53 s 204 |
| 2    | LMP1      | no 8 Audi R18                 | Audi Sport Team Joest     | 1 min 53 s 308 |
| 3    | LMP1      | no 1 Porsche 919 Hybrid       | Porsche Team              | 1 min 54 s 150 |
| 4    | LMP1      | no 2 Porsche 919 Hybrid       | Porsche Team              | 1 min 54 s 266 |
| 5    | LMP1      | no 6 Toyota TS050 Hybrid      | Toyota Gazoo Racing       | 1 min 58 s 200 |
| 6    | LMP1      | no 5 Toyota TS050 Hybrid      | Toyota Gazoo Racing       | 2 min 00 s 109 |
| 7    | LMP1      | no 4 CLM P1/01 - AER          | Bykolles Racing Team      | 2 min 08 s 332 |
| 8    | LMP2      | no 26 Oreca 05 - Nissan       | G-Drive Racing            | 2 min 08 s 479 |
| 9    | LMP2      | no 31 Ligier JS P2 - Nissan   | Extreme Speed Motorsports | 2 min 09 s 632 |
| 10   | LMP2      | no 43 Ligier JS P2 - Nissan   | RGR Sport by Morand       | 2 min 10 s 295 |
| 11   | LMP2      | no 27 BR01 - Nissan           | SMP Racing                | 2 min 10 s 627 |
| 12   | LMP2      | no 37 BR01 - Nissan           | SMP Racing                | 2 min 11 s 023 |
| 13   | LMP2      | no 45 Oreca 05 - Nissan       | Manor                     | 2 min 11 s 893 |
| 14   | LMP2      | no 36 Alpine A460 - Nissan    | Signatech Alpine          | 2 min 12 s 221 |
| 15   | LMGTE Pro | no 71 Ferrari 488 GTE         | AF Corse                  | 2 min 12 s 440 |
| 16   | LMP2      | no 44 Oreca 05 - Nissan       | Manor                     | 2 min 13 s 105 |
| 17   | LMP2      | no 42 Gibson 015S - Nissan    | Strakka Racing            | 2 min 13 s 729 |
| 18   | LMGTE Pro | no 77 Porsche 911 RSR (2016)  | Dempsey - Proton Racing   | 2 min 13 s 822 |
| 19   | LMGTE Pro | no 66 Ford GT                 | Ford Chip Ganassi Team UK | 2 min 14 s 475 |
| 20   | LMP2      | no 35 Alpine A460 - Nissan    | Baxi DC Racing Alpine     | 2 min 14 s 863 |
| 21   | LMGTE Am  | no 88 Porsche 911 RSR (991)   | Abu Dhabi-Proton Racing   | 2 min 15 s 102 |
| 22   | LMGTE Pro | no 67 Ford GT                 | Ford Chip Ganassi Team UK | 2 min 17 s 367 |
| 23   | LMGTE Am  | no 78 Porsche 911 RSR         | KCMG                      | 2 min 17 s 399 |
| 24   | LMGTE Am  | no 50 Chevrolet Corvette C7   | Larbre Compétition        | 2 min 18 s 344 |
| 25   | LMGTE Am  | no 86 Porsche 911 RSR         | Gulf Racing               | 2 min 19 s 084 |
| 26   | LMGTE Am  | no 83 Ferrari 458 Italia GT2  | AF Corse                  | 2 min 20 s 131 |
| 27   | LMP2      | no 30 Ligier JS P2 - Nissan   | Extreme Speed Motorsports | 2 min 20 s 410 |
| 28   | LMGTE Pro | no 97 Aston Martin Vantage V8 | Aston Martin Racing       | 2 min 21 s 091 |
| 29   | LMGTE Pro | no 95 Aston Martin Vantage V8 | Aston Martin Racing       | 2 min 22 s 252 |
| 30   | LMGTE Am  | no 98 Aston Martin Vantage V8 | Aston Martin Racing       | 2 min 23 s 005 |
| 31   | LMP1      | no 12 Rebellion R-One - AER   | Rebellion Racing          | 2 min 07 s 841 |
| 32   | LMGTE Pro | no 51 Ferrari 488 GTE         | AF Corse                  | 2 min 11 s 589 |
| 33   | LMP1      | no 13 Rebellion R-One - AER   | Rebellion Racing          | -              |

## La course
Au cours de la première demi-heure, Mark Webber, dans la Porsche 919 Hybrid no 1 partie troisième, parvient à se placer devant les deux Audi et réalise le meilleur chrono depuis 2015 (1:40.836). Mais dans la deuxième heure, la Porsche de tête, alors pilotée par Brendon Hartley, sort de piste à la suite d'une collision avec la Porsche 911 RSR du team Gulf Racing, éliminant les deux voitures de la course,. La Porsche 919 s'est en effet soulevée à la suite du choc, montant partiellement sur la 911 et manquant de se retourner. Les deux voitures terminent dans le bac à gravier et les pilotes s'en sortent indemnes. Le drapeau jaune est déclaré et peu après, au début de la troisième heure, l'Audi no 8 de Lucas di Grassi abandonne la course à cause d'un problème technique lié au système hybride,. La tête de la course est alors totalement modifiée à la suite de ces événements. 
À la reprise de la course, Treluyer dans la R18 no 7 prend la première place en doublant la 919 Hybrid no 2 de Lieb qui s'est fait ralentir par une Rebellion. La suite de la course est dominée par l'Audi, suivie de la Porsche no 2 qui n'arrive pas à rattraper son retard. Les Toyota suivent, plus éloignées.

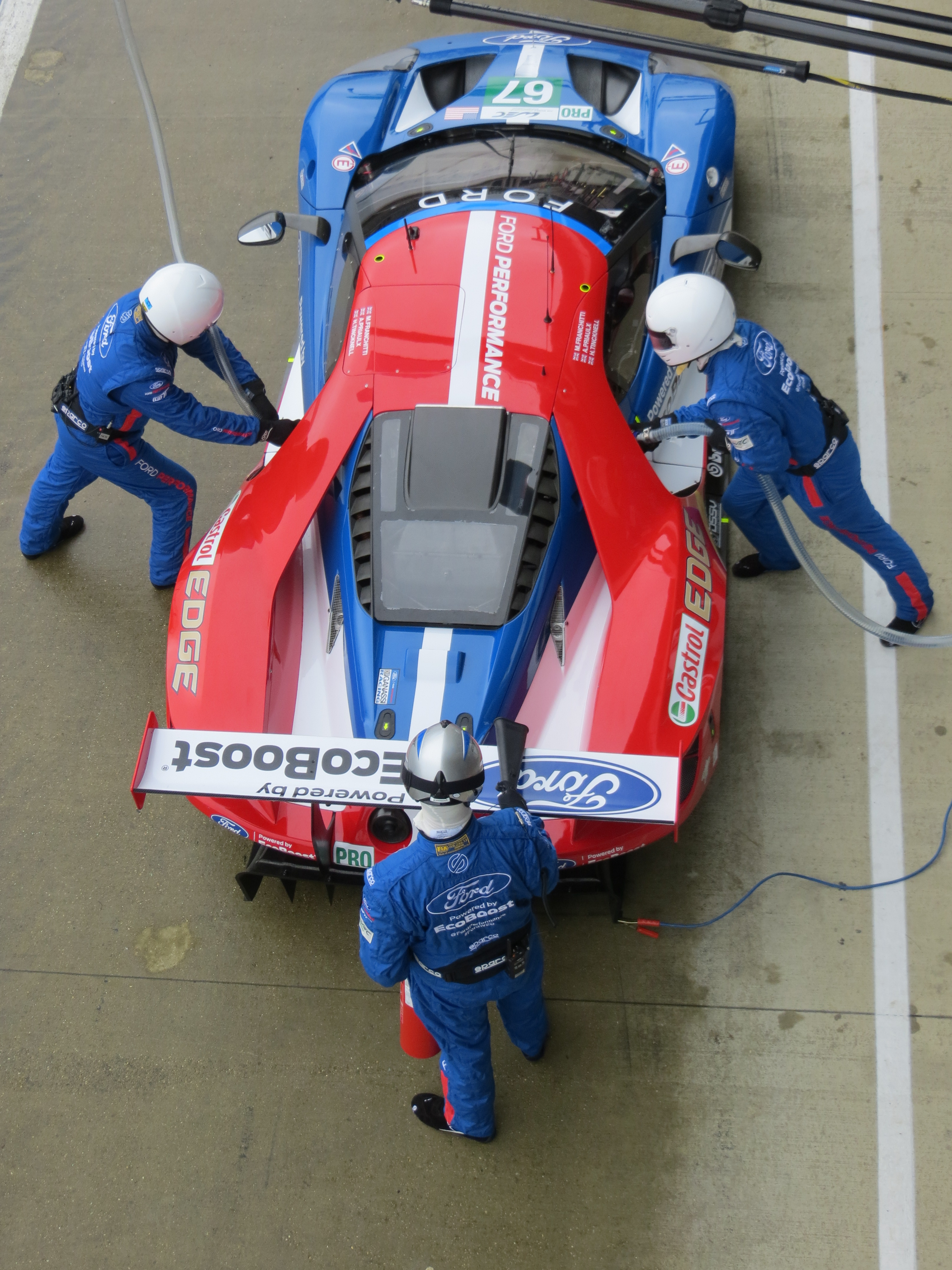
La Ford GT no 67,engagée en GTE Pro, lors d'un ravitaillement en carburant.

Après 3 h 15 de course, la Toyota de Kazuki Nakajima est victime d'une crevaison, l'éliminant des premières places. Celle-ci terminera seizième. La deuxième Toyota, la no 6, fait cependant une course honorable sans rencontrer de problèmes. 
Après être restés proches un moment, l'Audi de tête parvient à distancer la Porsche grâce à un accrochage de cette dernière avec une Ford GT. La 919 part en effet en tête-à-queue à la suite de la collision et termine dans l'herbe. La voiture repart en n'étant que légèrement endommagée mais cela la met en retard par rapport à sa concurrente.
À un peu moins d'une heure de la fin de course, une alerte de pression de pneus force Neel Jani, à bord de la Porsche no 2, à faire un arrêt aux stands. Il y repasse encore une fois à dix minutes de la fin pour un ultime ravitaillement d'essence, et ces deux arrêts cumulés le retardent de manière importante, laissant la première place à l'Audi.
À la fin de la course, Audi est désigné vainqueur grâce à la victoire de la no 7 de Fässler, Lotterer et Tréluyer. Elle est suivie de la Porsche no 2 de Dumas, Jani et Lieb qui franchit la ligne 42 secondes après. La Toyota no 6 termine sur la troisième place du podium. Les deux Rebellion sont un peu plus de dix tours derrière, et la Ligier no 43 remporte la victoire dans la catégorie LMP2. En GTE Pro, AF Corse gagne avec la Ferrari 488 GTE no 71, et la même équipe domine la catégorie GTE Am avec la Ferrari 458 Italia GT2.

## Déclassement de l'Audino7
Peu après la fin de la course a priori remportée par l'Audi no 7, les vérifications d'après-course ont lieu sur les voitures. C'est à cette occasion que l'Audi arrivée première est déclassée, les commissaires ayant en effet jugé que l'épaisseur du patin avant n'était pas conforme au règlement technique. La Porsche arrivée deuxième se retrouve ainsi mécaniquement décalée à la première place est déclarée vainqueure, la Toyota no 6 se place deuxième et la Rebellion no 13 intègre le podium.
Audi déclare le 18 avril vouloir faire appel de cette décision, mais le dirigeant d'Audi Motorsport, Wolfgang Ullrich, déclare le 21 avril qu'il n'en sera finalement rien, précisant « avoir pris cette décision dans l'intérêt du sport ».

## Résultats
Voici le classement officiel au terme de la course.
- Les premiers de chaque catégorie du championnat du monde sont signalés par un fond jaune.
- Pour la colonne Pneus, il faut passer le curseur au-dessus du modèle pour connaître le manufacturier de pneumatiques.

| Pos | Cat       | n° | Équipe                    | Pilotes                                                  | Châssis                        | Pneus | Tours |
| Pos | Cat       | n° | Équipe                    | Pilotes                                                  | Moteur                         | Pneus | Tours |
| --- | --------- | -- | ------------------------- | -------------------------------------------------------- | ------------------------------ | ----- | ----- |
| 1   | LMP1      | 2  | Porsche Team              | Marc Lieb Romain Dumas Neel Jani                         | Porsche 919 Hybrid             | M     | 194   |
| 1   | LMP1      | 2  | Porsche Team              | Marc Lieb Romain Dumas Neel Jani                         | Porsche 2.0 L Turbo V4         | M     | 194   |
| 2   | LMP1      | 6  | Toyota Gazoo Racing       | Stéphane Sarrazin Mike Conway Kamui Kobayashi            | Toyota TS050 Hybrid            | M     | 193   |
| 2   | LMP1      | 6  | Toyota Gazoo Racing       | Stéphane Sarrazin Mike Conway Kamui Kobayashi            | Toyota 2,4 L Turbo V6          | M     | 193   |
| 3   | LMP1      | 13 | Rebellion Racing          | Dominik Kraihamer Alexandre Imperatori Mathéo Tuscher    | Rebellion R-One                | D     | 183   |
| 3   | LMP1      | 13 | Rebellion Racing          | Dominik Kraihamer Alexandre Imperatori Mathéo Tuscher    | AER P60 2.4 L Turbo V6         | D     | 183   |
| 4   | LMP1      | 12 | Rebellion Racing          | Nicolas Prost Nick Heidfeld Nelson Piquet, Jr.           | Rebellion R-One                | D     | 181   |
| 4   | LMP1      | 12 | Rebellion Racing          | Nicolas Prost Nick Heidfeld Nelson Piquet, Jr.           | AER P60 2.4 L Turbo V6         | D     | 181   |
| 5   | LMP2      | 43 | RGR Sport by Morand       | Ricardo González Filipe Albuquerque Bruno Senna          | Ligier JS P2                   | D     | 179   |
| 5   | LMP2      | 43 | RGR Sport by Morand       | Ricardo González Filipe Albuquerque Bruno Senna          | Nissan VK45DE 4,5 L V8         | D     | 179   |
| 6   | LMP2      | 31 | Extreme Speed Motorsports | Ryan Dalziel Chris Cumming Pipo Derani                   | Ligier JS P2                   | D     | 179   |
| 6   | LMP2      | 31 | Extreme Speed Motorsports | Ryan Dalziel Chris Cumming Pipo Derani                   | Nissan VK45DE 4,5 L V8         | D     | 179   |
| 7   | LMP2      | 26 | G-Drive Racing            | Roman Rusinov Nathanaël Berthon René Rast                | Oreca 05                       | D     | 179   |
| 7   | LMP2      | 26 | G-Drive Racing            | Roman Rusinov Nathanaël Berthon René Rast                | Nissan VK45DE 4,5 L V8         | D     | 179   |
| 8   | LMP2      | 36 | Signatech Alpine          | Nicolas Lapierre Gustavo Menezes Stéphane Richelmi       | Alpine A460                    | D     | 178   |
| 8   | LMP2      | 36 | Signatech Alpine          | Nicolas Lapierre Gustavo Menezes Stéphane Richelmi       | Nissan VK45DE 4,5 L V8         | D     | 178   |
| 9   | LMP2      | 42 | Strakka Racing            | Nick Leventis Jonny Kane Danny Watts                     | Gibson 015S                    | D     | 177   |
| 9   | LMP2      | 42 | Strakka Racing            | Nick Leventis Jonny Kane Danny Watts                     | Nissan VK45DE 4,5 L V8         | D     | 177   |
| 10  | LMP2      | 45 | Manor                     | Matthew Rao Richard Bradley Roberto Merhi                | Oreca 05                       | D     | 177   |
| 10  | LMP2      | 45 | Manor                     | Matthew Rao Richard Bradley Roberto Merhi                | Nissan VK45DE 4,5 L V8         | D     | 177   |
| 11  | LMP2      | 35 | Baxi DC Racing Alpine     | David Cheng Ho-Pin Tung Nelson Panciatici                | Alpine A460                    | D     | 176   |
| 11  | LMP2      | 35 | Baxi DC Racing Alpine     | David Cheng Ho-Pin Tung Nelson Panciatici                | Nissan VK45DE 4,5 L V8         | D     | 176   |
| 12  | LMP2      | 37 | SMP Racing                | Vitaly Petrov Viktor Shaytar Kirill Ladygin              | BR Engineering BR01            | D     | 176   |
| 12  | LMP2      | 37 | SMP Racing                | Vitaly Petrov Viktor Shaytar Kirill Ladygin              | Nissan VK45DE 4,5 L V8         | D     | 176   |
| 13  | LMP2      | 30 | Extreme Speed Motorsports | Scott Sharp Ed Brown Johannes van Overbeek               | Ligier JS P2                   | D     | 175   |
| 13  | LMP2      | 30 | Extreme Speed Motorsports | Scott Sharp Ed Brown Johannes van Overbeek               | Nissan VK45DE 4,5 L V8         | D     | 175   |
| 14  | LMP1      | 4  | ByKolles Racing Team      | Simon Trummer James Rossiter Oliver Webb                 | CLM P1/01                      | D     | 172   |
| 14  | LMP1      | 4  | ByKolles Racing Team      | Simon Trummer James Rossiter Oliver Webb                 | AER P60 2.4 L Turbo V6         | D     | 172   |
| 15  | LMP2      | 27 | SMP Racing                | Nicolas Minassian Maurizio Mediani                       | BR Engineering BR01            | D     | 171   |
| 15  | LMP2      | 27 | SMP Racing                | Nicolas Minassian Maurizio Mediani                       | Nissan VK45DE 4,5 L V8         | D     | 171   |
| 16  | LMP1      | 5  | Toyota Gazoo Racing       | Anthony Davidson Sébastien Buemi Kazuki Nakajima         | Toyota TS050 Hybrid            | M     | 170   |
| 16  | LMP1      | 5  | Toyota Gazoo Racing       | Anthony Davidson Sébastien Buemi Kazuki Nakajima         | Toyota 2,4 L Turbo V6          | M     | 170   |
| 17  | LMGTE Pro | 71 | AF Corse                  | Davide Rigon Sam Bird                                    | Ferrari 488 GTE                | M     | 167   |
| 17  | LMGTE Pro | 71 | AF Corse                  | Davide Rigon Sam Bird                                    | Ferrari F154CB 3,9 L Turbo V8  | M     | 167   |
| 18  | LMGTE Pro | 51 | AF Corse                  | Gianmaria Bruni James Calado                             | Ferrari 488 GTE                | M     | 166   |
| 18  | LMGTE Pro | 51 | AF Corse                  | Gianmaria Bruni James Calado                             | Ferrari F154CB 3,9 L Turbo V8  | M     | 166   |
| 19  | LMGTE Pro | 95 | Aston Martin Racing       | Nicki Thiim Marco Sørensen Darren Turner                 | Aston Martin V8 Vantage GTE    | D     | 166   |
| 19  | LMGTE Pro | 95 | Aston Martin Racing       | Nicki Thiim Marco Sørensen Darren Turner                 | Aston Martin 4,5 L V8          | D     | 166   |
| 20  | LMGTE Pro | 67 | Ford Chip Ganassi Team UK | Andy Priaulx Marino Franchitti Harry Tincknell           | Ford GT                        | M     | 165   |
| 20  | LMGTE Pro | 67 | Ford Chip Ganassi Team UK | Andy Priaulx Marino Franchitti Harry Tincknell           | Ford EcoBoost 3,5 L Turbo V6   | M     | 165   |
| 21  | LMGTE Pro | 66 | Ford Chip Ganassi Team UK | Olivier Pla Stefan Mücke Billy Johnson                   | Ford GT                        | M     | 165   |
| 21  | LMGTE Pro | 66 | Ford Chip Ganassi Team UK | Olivier Pla Stefan Mücke Billy Johnson                   | Ford EcoBoost 3,5 L Turbo V6   | M     | 165   |
| 22  | LMGTE Am  | 83 | AF Corse                  | François Perrodo Emmanuel Collard Rui Águas              | Ferrari 458 Italia GT2         | M     | 163   |
| 22  | LMGTE Am  | 83 | AF Corse                  | François Perrodo Emmanuel Collard Rui Águas              | Ferrari 4,5 L V8               | M     | 163   |
| 23  | LMGTE Am  | 98 | Aston Martin Racing       | Paul Dalla Lana Pedro Lamy Mathias Lauda                 | Aston Martin V8 Vantage GTE    | D     | 162   |
| 23  | LMGTE Am  | 98 | Aston Martin Racing       | Paul Dalla Lana Pedro Lamy Mathias Lauda                 | Aston Martin 4,5 L V8          | D     | 162   |
| 24  | LMGTE Am  | 50 | Larbre Compétition        | Yutaka Yamagishi Paolo Ruberti Pierre Ragues             | Chevrolet Corvette C7.R        | M     | 161   |
| 24  | LMGTE Am  | 50 | Larbre Compétition        | Yutaka Yamagishi Paolo Ruberti Pierre Ragues             | Chevrolet LT5.5 5.5 L V8       | M     | 161   |
| 25  | LMGTE Pro | 77 | Dempsey-Proton Racing     | Richard Lietz Michael Christensen                        | Porsche 911 RSR (991)          | M     | 154   |
| 25  | LMGTE Pro | 77 | Dempsey-Proton Racing     | Richard Lietz Michael Christensen                        | Porsche 4,0 L Flat-6           | M     | 154   |
| 26  | LMGTE Am  | 78 | KCMG                      | Christian Ried Wolf Henzler Joël Camathias               | Porsche 911 RSR (991)          | M     | 154   |
| 26  | LMGTE Am  | 78 | KCMG                      | Christian Ried Wolf Henzler Joël Camathias               | Porsche 4,0 L Flat-6           | M     | 154   |
| 27  | LMGTE Am  | 88 | Abu Dhabi-Proton Racing   | Khaled Al Qubaisi Klaus Bachler David Heinemeier Hansson | Porsche 911 RSR (991)          | M     | 153   |
| 27  | LMGTE Am  | 88 | Abu Dhabi-Proton Racing   | Khaled Al Qubaisi Klaus Bachler David Heinemeier Hansson | Porsche 4,0 L Flat-6           | M     | 153   |
| Abd | LMGTE Pro | 97 | Aston Martin Racing       | Fernando Rees Richie Stanaway                            | Aston Martin V8 Vantage GTE    | D     | 151   |
| Abd | LMGTE Pro | 97 | Aston Martin Racing       | Fernando Rees Richie Stanaway                            | Aston Martin 4,5 L V8          | D     | 151   |
| Abd | LMP2      | 44 | Manor                     | Tor Graves James Jakes Will Stevens                      | Oreca 05                       | D     | 129   |
| Abd | LMP2      | 44 | Manor                     | Tor Graves James Jakes Will Stevens                      | Nissan VK45DE 4,5 L V8         | D     | 129   |
| Abd | LMP1      | 1  | Porsche Team              | Timo Bernhard Brendon Hartley Mark Webber                | Porsche 919 Hybrid             | M     | 70    |
| Abd | LMP1      | 1  | Porsche Team              | Timo Bernhard Brendon Hartley Mark Webber                | Porsche 2.0 L Turbo V4         | M     | 70    |
| Abd | LMP1      | 8  | Audi Sport Team Joest     | Loïc Duval Lucas di Grassi Oliver Jarvis                 | Audi R18                       | M     | 69    |
| Abd | LMP1      | 8  | Audi Sport Team Joest     | Loïc Duval Lucas di Grassi Oliver Jarvis                 | Audi TDI 4,0 L Turbo Diesel V6 | M     | 69    |
| Abd | LMGTE Am  | 86 | Gulf Racing               | Michael Wainwright Adam Carroll Ben Barker               | Porsche 911 RSR (991)          | M     | 56    |
| Abd | LMGTE Am  | 86 | Gulf Racing               | Michael Wainwright Adam Carroll Ben Barker               | Porsche 4,0 L Flat-6           | M     | 56    |
| EX  | LMP1      | 7  | Audi Sport Team Joest     | André Lotterer Marcel Fässler Benoît Tréluyer            | Audi R18                       | M     | 194   |
| EX  | LMP1      | 7  | Audi Sport Team Joest     | André Lotterer Marcel Fässler Benoît Tréluyer            | Audi TDI 4,0 L Turbo Diesel V6 | M     | 194   |

## Faits marquants
Dans la catégorie des faits marquants, on note, dans la catégorie LMP1, la crevaison de la Toyota TS050 no 5, qui a engendré la sortie de la voiture de sécurité, mais aussi les problèmes de freins et de pneus de l'Audi R18 qui a nécessité l'intervention d'un mécanicien sur la piste, l'arrêt au stand 15 minutes avant la fin de la course de la Porsche 919 no 2 dû également aux pneumatiques. Au bout d'environ trois heures de course, la Porsche 919 no 1 pilotée par Brendon Hartley, alors en tête, a violemment heurté lors d'un dépassement la 911 RSR Team Gulf. Elle a décollé et a failli se retourner, puis a terminé sa course dans le bac à gravier avec la 911 RSR. Les deux pilotes s'en sortent sans dommage.

## Classements après la course

### Attribution des points
| Système des points | Système des points | Système des points | Système des points | Système des points | Système des points | Système des points | Système des points | Système des points | Système des points | Système des points | Système des points |
| Position           | 1er                | 2e                 | 3e                 | 4e                 | 5e                 | 6e                 | 7e                 | 8e                 | 9e                 | 10e                | Au-delà            |
| ------------------ | ------------------ | ------------------ | ------------------ | ------------------ | ------------------ | ------------------ | ------------------ | ------------------ | ------------------ | ------------------ | ------------------ |
| Points             | 25                 | 18                 | 15                 | 12                 | 10                 | 8                  | 6                  | 4                  | 2                  | 1                  | 0.5                |

Les points sont doublés lors des 24 Heures du Mans. 1 point est délivré aux pilotes et teams obtenant la pole position dans chaque catégorie. Pour marquer des points, il faut parcourir au minimum 3 tours sous drapeau vert et accomplir au moins 70 % de la distance parcourue par le vainqueur.

### Classement pilotes
Cette saison, 5 titres sont délivrés aux pilotes. Le Championnat du monde est disputé uniquement par les pilotes de la catégorie LMP1. Les pilotes appartenant à la catégorie LMGTE Pro se disputent quant à eux une Coupe du monde. Également, 3 Trophées Endurance FIA sont attribués aux pilotes appartenant aux catégories LMP1-Teams privés, LMP2 et LMGTE Am.

#### Championnat du monde d'endurance FIA — Pilotes
| Pos. | Pilote               | Équipe                    | SIL | SPA | LMS | NÜR | MEX | CDA | FUJ | SHA | BHR | Total points |
| ---- | -------------------- | ------------------------- | --- | --- | --- | --- | --- | --- | --- | --- | --- | ------------ |
| 1    | Marc Lieb            | Porsche Team              | 1   |     |     |     |     |     |     |     |     | 25           |
| 1    | Neel Jani            | Porsche Team              | 1   |     |     |     |     |     |     |     |     | 25           |
| 1    | Romain Dumas         | Porsche Team              | 1   |     |     |     |     |     |     |     |     | 25           |
| 2    | Mike Conway          | Toyota Gazoo Racing       | 2   |     |     |     |     |     |     |     |     | 18           |
| 2    | Stéphane Sarrazin    | Toyota Gazoo Racing       | 2   |     |     |     |     |     |     |     |     | 18           |
| 2    | Kamui Kobayashi      | Toyota Gazoo Racing       | 2   |     |     |     |     |     |     |     |     | 18           |
| 3    | Dominik Kraihamer    | Rebellion Racing          | 3   |     |     |     |     |     |     |     |     | 15           |
| 3    | Alexandre Imperatori | Rebellion Racing          | 3   |     |     |     |     |     |     |     |     | 15           |
| 3    | Mathéo Tuscher       | Rebellion Racing          | 3   |     |     |     |     |     |     |     |     | 15           |
| 4    | Nick Heidfeld        | Rebellion Racing          | 4   |     |     |     |     |     |     |     |     | 12           |
| 4    | Nicolas Prost        | Rebellion Racing          | 4   |     |     |     |     |     |     |     |     | 12           |
| 4    | Nelson Piquet, Jr.   | Rebellion Racing          | 4   |     |     |     |     |     |     |     |     | 12           |
| 5    | Filipe Albuquerque   | RGR Sport by Morand       | 5   |     |     |     |     |     |     |     |     | 10           |
| 5    | Bruno Senna          | RGR Sport by Morand       | 5   |     |     |     |     |     |     |     |     | 10           |
| 5    | Ricardo González     | RGR Sport by Morand       | 5   |     |     |     |     |     |     |     |     | 10           |
| 6    | Pipo Derani          | Extreme Speed Motorsports | 6   |     |     |     |     |     |     |     |     | 8            |
| 6    | Ryan Dalziel         | Extreme Speed Motorsports | 6   |     |     |     |     |     |     |     |     | 8            |
| 6    | Chris Cumming        | Extreme Speed Motorsports | 6   |     |     |     |     |     |     |     |     | 8            |
| 7    | Roman Rusinov        | G-Drive Racing            | 7   |     |     |     |     |     |     |     |     | 6            |
| 7    | Nathanaël Berthon    | G-Drive Racing            | 7   |     |     |     |     |     |     |     |     | 6            |
| 7    | René Rast            | G-Drive Racing            | 7   |     |     |     |     |     |     |     |     | 6            |
| 8    | Gustavo Menezes      | Signatech Alpine          | 8   |     |     |     |     |     |     |     |     | 4            |
| 8    | Nicolas Lapierre     | Signatech Alpine          | 8   |     |     |     |     |     |     |     |     | 4            |
| 8    | Stéphane Richelmi    | Signatech Alpine          | 8   |     |     |     |     |     |     |     |     | 4            |
| 9    | Nick Leventis        | Strakka Racing            | 9   |     |     |     |     |     |     |     |     | 2            |
| 9    | Danny Watts          | Strakka Racing            | 9   |     |     |     |     |     |     |     |     | 2            |
| 9    | Jonny Kane           | Strakka Racing            | 9   |     |     |     |     |     |     |     |     | 2            |
| 10   | Matthew Rao          | Manor                     | 10  |     |     |     |     |     |     |     |     | 1            |
| 10   | Richard Bradley      | Manor                     | 10  |     |     |     |     |     |     |     |     | 1            |
| 10   | Roberto Merhi        | Manor                     | 10  |     |     |     |     |     |     |     |     | 1            |
| 11   | André Lotterer       | Audi Sport Team Joest     | EX  |     |     |     |     |     |     |     |     | 1            |
| 11   | Benoît Tréluyer      | Audi Sport Team Joest     | EX  |     |     |     |     |     |     |     |     | 1            |
| 11   | Marcel Fässler       | Audi Sport Team Joest     | EX  |     |     |     |     |     |     |     |     | 1            |
| 12   | David Cheng          | Baxi DC Racing Alpine     | 11  |     |     |     |     |     |     |     |     | 0.5          |
| 12   | Ho-Pin Tung          | Baxi DC Racing Alpine     | 11  |     |     |     |     |     |     |     |     | 0.5          |
| 12   | Nelson Panciatici    | Baxi DC Racing Alpine     | 11  |     |     |     |     |     |     |     |     | 0.5          |
| Pos. | Pilote               | Équipe                    | SIL | SPA | LMS | NÜR | MEX | CDA | FUJ | SHA | BHR | Total points |

| Couleur | Résultat                     |
| ------- | ---------------------------- |
| Or      | Vainqueur                    |
| Argent  | 2e place                     |
| Bronze  | 3e place                     |
| Vert    | Terminé, dans les points     |
| Bleu    | Terminé, pas dans les points |
| Violet  | Abandon (Ab.) ou (Ret)       |
| Violet  | Non classé (NC)              |
| Rouge   | Pas qualifié (DNQ)           |
| Noir    | Disqualifié (DSQ)            |
| Blanc   | Pas au départ (DNS)          |
| Blanc   | Forfait (WD)                 |
| Blanc   | N'a pas participé (DNP)      |
| Blanc   | Blessé (INJ)                 |
| Blanc   | Exclu (EX)                   |
| Blanc   | Course annulée (C)           |

#### Coupe du monde d'endurance FIA pour pilotes GT
| Pos. | Pilote                   | Équipe                    | SIL | SPA | LMS | NÜR | MEX | CDA | FUJ | SHA | BHR | Total points |
| ---- | ------------------------ | ------------------------- | --- | --- | --- | --- | --- | --- | --- | --- | --- | ------------ |
| 1    | Davide Rigon             | AF Corse                  | 1   |     |     |     |     |     |     |     |     | 26           |
| 1    | Sam Bird                 | AF Corse                  | 1   |     |     |     |     |     |     |     |     | 26           |
| 2    | Gianmaria Bruni          | AF Corse                  | 2   |     |     |     |     |     |     |     |     | 18           |
| 2    | James Calado             | AF Corse                  | 2   |     |     |     |     |     |     |     |     | 18           |
| 3    | Darren Turner            | Aston Martin Racing       | 3   |     |     |     |     |     |     |     |     | 15           |
| 3    | Nicki Thiim              | Aston Martin Racing       | 3   |     |     |     |     |     |     |     |     | 15           |
| 3    | Marco Sørensen           | Aston Martin Racing       | 3   |     |     |     |     |     |     |     |     | 15           |
| 4    | Andy Priaulx             | Ford Chip Ganassi Team UK | 4   |     |     |     |     |     |     |     |     | 12           |
| 4    | Marino Franchitti        | Ford Chip Ganassi Team UK | 4   |     |     |     |     |     |     |     |     | 12           |
| 4    | Harry Tincknell          | Ford Chip Ganassi Team UK | 4   |     |     |     |     |     |     |     |     | 12           |
| 5    | Billy Johnson            | Ford Chip Ganassi Team UK | 5   |     |     |     |     |     |     |     |     | 10           |
| 5    | Stefan Mücke             | Ford Chip Ganassi Team UK | 5   |     |     |     |     |     |     |     |     | 10           |
| 5    | Olivier Pla              | Ford Chip Ganassi Team UK | 5   |     |     |     |     |     |     |     |     | 10           |
| 6    | Emmanuel Collard         | AF Corse                  | 6   |     |     |     |     |     |     |     |     | 8            |
| 6    | François Perrodo         | AF Corse                  | 6   |     |     |     |     |     |     |     |     | 8            |
| 6    | Rui Águas                | AF Corse                  | 6   |     |     |     |     |     |     |     |     | 8            |
| 7    | Mathias Lauda            | Aston Martin Racing       | 7   |     |     |     |     |     |     |     |     | 6            |
| 7    | Pedro Lamy               | Aston Martin Racing       | 7   |     |     |     |     |     |     |     |     | 6            |
| 7    | Paul Dalla Lana          | Aston Martin Racing       | 7   |     |     |     |     |     |     |     |     | 6            |
| 8    | Paolo Ruberti            | Larbre Compétition        | 8   |     |     |     |     |     |     |     |     | 4            |
| 8    | Pierre Ragues            | Larbre Compétition        | 8   |     |     |     |     |     |     |     |     | 4            |
| 8    | Yutaka Yamagishi         | Larbre Compétition        | 8   |     |     |     |     |     |     |     |     | 4            |
| 9    | Michael Christensen      | Dempsey-Proton Racing     | 9   |     |     |     |     |     |     |     |     | 2            |
| 9    | Richard Lietz            | Dempsey-Proton Racing     | 9   |     |     |     |     |     |     |     |     | 2            |
| 10   | Christien Ried           | KCMG                      | 10  |     |     |     |     |     |     |     |     | 1            |
| 10   | Joël Camathias           | KCMG                      | 10  |     |     |     |     |     |     |     |     | 1            |
| 10   | Wolf Henzler             | KCMG                      | 10  |     |     |     |     |     |     |     |     | 1            |
| 11   | Khaled Al Qubaisi        | Abu Dhabi-Proton Racing   | 11  |     |     |     |     |     |     |     |     | 0.5          |
| 11   | David Heinemeier Hansson | Abu Dhabi-Proton Racing   | 11  |     |     |     |     |     |     |     |     | 0.5          |
| 11   | Klaus Bachler            | Abu Dhabi-Proton Racing   | 11  |     |     |     |     |     |     |     |     | 0.5          |
| Pos. | Pilote                   | Équipe                    | SIL | SPA | LMS | NÜR | MEX | CDA | FUJ | SHA | BHR | Total points |

#### Trophée Pilotes Équipes privés LMP1
| Pos. | Pilote               | Équipe               | SIL | SPA | LMS | NÜR | MEX | CDA | FUJ | SHA | BHR | Total points |
| ---- | -------------------- | -------------------- | --- | --- | --- | --- | --- | --- | --- | --- | --- | ------------ |
| 1    | Dominik Kraihamer    | Rebellion Racing     | 1   |     |     |     |     |     |     |     |     | 25           |
| 1    | Alexandre Imperatori | Rebellion Racing     | 1   |     |     |     |     |     |     |     |     | 25           |
| 1    | Mathéo Tuscher       | Rebellion Racing     | 1   |     |     |     |     |     |     |     |     | 25           |
| 2    | Nick Heidfeld        | Rebellion Racing     | 2   |     |     |     |     |     |     |     |     | 18           |
| 2    | Nicolas Prost        | Rebellion Racing     | 2   |     |     |     |     |     |     |     |     | 18           |
| 2    | Nelson Piquet, Jr.   | Rebellion Racing     | 2   |     |     |     |     |     |     |     |     | 18           |
| 3    | Oliver Webb          | ByKolles Racing Team | 3   |     |     |     |     |     |     |     |     | 15           |
| 3    | James Rossiter       | ByKolles Racing Team | 3   |     |     |     |     |     |     |     |     | 15           |
| 3    | Simon Trummer        | ByKolles Racing Team | 3   |     |     |     |     |     |     |     |     | 15           |

#### Trophée Endurance FIA pour les pilotes LMP2
| Pos. | Pilote             | Équipe                    | SIL | SPA | LMS | NÜR | MEX | CDA | FUJ | SHA | BHR | Total points |
| ---- | ------------------ | ------------------------- | --- | --- | --- | --- | --- | --- | --- | --- | --- | ------------ |
| 1    | Filipe Albuquerque | RGR Sport by Morand       | 1   |     |     |     |     |     |     |     |     | 25           |
| 1    | Bruno Senna        | RGR Sport by Morand       | 1   |     |     |     |     |     |     |     |     | 25           |
| 1    | Ricard González    | RGR Sport by Morand       | 1   |     |     |     |     |     |     |     |     | 25           |
| 2    | Pipo Derani        | Extreme Speed Motorsports | 2   |     |     |     |     |     |     |     |     | 18           |
| 2    | Ryan Dalziel       | Extreme Speed Motorsports | 2   |     |     |     |     |     |     |     |     | 18           |
| 2    | Chris Cumming      | Extreme Speed Motorsports | 2   |     |     |     |     |     |     |     |     | 18           |
| 3    | Roman Rusinov      | G-Drive Racing            | 3   |     |     |     |     |     |     |     |     | 16           |
| 3    | Nathanaël Berthon  | G-Drive Racing            | 3   |     |     |     |     |     |     |     |     | 16           |
| 3    | René Rast          | G-Drive Racing            | 3   |     |     |     |     |     |     |     |     | 16           |
| 4    | Gustavo Menezes    | Signatech Alpine          | 4   |     |     |     |     |     |     |     |     | 12           |
| 4    | Nicolas Lapierre   | Signatech Alpine          | 4   |     |     |     |     |     |     |     |     | 12           |
| 4    | Stéphane Richelmi  | Signatech Alpine          | 4   |     |     |     |     |     |     |     |     | 12           |
| 5    | Nick Leventis      | Strakka Racing            | 5   |     |     |     |     |     |     |     |     | 10           |
| 5    | Danny Watts        | Strakka Racing            | 5   |     |     |     |     |     |     |     |     | 10           |
| 5    | Jonny Kane         | Strakka Racing            | 5   |     |     |     |     |     |     |     |     | 10           |
| 6    | Matthew Rao        | Manor                     | 6   |     |     |     |     |     |     |     |     | 8            |
| 6    | Richard Bradley    | Manor                     | 6   |     |     |     |     |     |     |     |     | 8            |
| 6    | Roberto Merhi      | Manor                     | 6   |     |     |     |     |     |     |     |     | 8            |

#### Trophée Endurance FIA pour les pilotes LMGTE Am
| Pos. | Pilote                   | Équipe                  | SIL | SPA | LMS | NÜR | MEX | CDA | FUJ | SHA | BHR | Total points |
| ---- | ------------------------ | ----------------------- | --- | --- | --- | --- | --- | --- | --- | --- | --- | ------------ |
| 1    | Emmanuel Collard         | AF Corse                | 1   |     |     |     |     |     |     |     |     | 25           |
| 1    | François Perrodo         | AF Corse                | 1   |     |     |     |     |     |     |     |     | 25           |
| 1    | Rui Águas                | AF Corse                | 1   |     |     |     |     |     |     |     |     | 25           |
| 2    | Mathias Lauda            | Aston Martin Racing     | 2   |     |     |     |     |     |     |     |     | 18           |
| 2    | Pedro Lamy               | Aston Martin Racing     | 2   |     |     |     |     |     |     |     |     | 18           |
| 2    | Paul Dalla Lana          | Aston Martin Racing     | 2   |     |     |     |     |     |     |     |     | 18           |
| 3    | Paolo Ruberti            | Larbre Compétition      | 3   |     |     |     |     |     |     |     |     | 15           |
| 3    | Pierre Ragues            | Larbre Compétition      | 3   |     |     |     |     |     |     |     |     | 15           |
| 3    | Yutaka Yamagishi         | Larbre Compétition      | 3   |     |     |     |     |     |     |     |     | 15           |
| 4    | Christian Ried           | KCMG                    | 4   |     |     |     |     |     |     |     |     | 12           |
| 4    | Joël Camathias           | KCMG                    | 4   |     |     |     |     |     |     |     |     | 12           |
| 4    | Wolf Henzler             | KCMG                    | 4   |     |     |     |     |     |     |     |     | 12           |
| 5    | Khaled Al Qubaisi        | Abu Dhabi-Proton Racing | 5   |     |     |     |     |     |     |     |     | 11           |
| 5    | David Heinemeier Hansson | Abu Dhabi-Proton Racing | 5   |     |     |     |     |     |     |     |     | 11           |
| 5    | Klaus Bachler            | Abu Dhabi-Proton Racing | 5   |     |     |     |     |     |     |     |     | 11           |

### Championnat des Constructeurs
2 championnats constructeurs distincts sont présents dans ce championnat. L'un est destiné aux Sport-prototypes alors que l'autre est réservé aux voitures Grand tourisme. Le Championnat du Monde des Constructeurs est destiné seulement aux constructeurs engagés en LMP1, et les points proviennent seulement du meilleur score enregistré par le constructeur lors de chaque manche. Concernant le barème des points, chaque constructeur cumule les points obtenus par ses 2 meilleures voitures et cela lors de chaque manche.

#### Championnat du monde d'endurance FIA — Constructeurs
| Pos. | Constructeur | SIL | SPA | LMS | NÜR | MEX | CDA | FUJ | SHA | BHR | Total points |
| ---- | ------------ | --- | --- | --- | --- | --- | --- | --- | --- | --- | ------------ |
| 1    | Toyota       | 2   |     |     |     |     |     |     |     |     | 33           |
| 1    | Toyota       | 3   |     |     |     |     |     |     |     |     | 33           |
| 2    | Porsche      | 1   |     |     |     |     |     |     |     |     | 25           |
| 2    | Porsche      | Ret |     |     |     |     |     |     |     |     | 25           |
| 3    | Audi         | Ret |     |     |     |     |     |     |     |     | 1            |
| 3    | Audi         | EX  |     |     |     |     |     |     |     |     | 1            |

#### Coupe du Monde d'Endurance FIA pour les Constructeurs GT
| Pos. | Constructeur | SIL | SPA | LMS | NÜR | MEX | CDA | FUJ | SHA | BHR | Total points |
| ---- | ------------ | --- | --- | --- | --- | --- | --- | --- | --- | --- | ------------ |
| 1    | Ferrari      | 1   |     |     |     |     |     |     |     |     | 44           |
| 1    | Ferrari      | 2   |     |     |     |     |     |     |     |     | 44           |
| 2    | Ford         | 4   |     |     |     |     |     |     |     |     | 22           |
| 2    | Ford         | 5   |     |     |     |     |     |     |     |     | 22           |
| 3    | Aston Martin | 3   |     |     |     |     |     |     |     |     | 21           |
| 3    | Aston Martin | 7   |     |     |     |     |     |     |     |     | 21           |
| 4    | Porsche      | 8   |     |     |     |     |     |     |     |     | 6            |
| 4    | Porsche      | 9   |     |     |     |     |     |     |     |     | 6            |

### Championnat des Équipes
Toutes les équipes des 4 catégories de ce championnat sont représentées pour le Trophée Endurance FIA, sachant que chaque voiture marque ses propres points.

#### Trophée Endurance FIA pour les Équipes privés LMP1
| Pos. | Voiture | Équipe               | SIL | SPA | LMS | NÜR | MEX | CDA | FUJ | SHA | BHR | Total points |
| ---- | ------- | -------------------- | --- | --- | --- | --- | --- | --- | --- | --- | --- | ------------ |
| 1    | 13      | Rebellion Racing     | 1   |     |     |     |     |     |     |     |     | 25           |
| 2    | 12      | Rebellion Racing     | 2   |     |     |     |     |     |     |     |     | 18           |
| 3    | 4       | ByKolles Racing Team | 3   |     |     |     |     |     |     |     |     | 15           |

#### Trophée Endurance FIA pour les Équipes de LMP2
| Pos. | Voiture | Équipe                    | SIL | SPA | LMS | NÜR | MEX | CDA | FUJ | SHA | BHR | Total points |
| ---- | ------- | ------------------------- | --- | --- | --- | --- | --- | --- | --- | --- | --- | ------------ |
| 1    | 43      | RGR Sport by Morand       | 1   |     |     |     |     |     |     |     |     | 25           |
| 2    | 31      | Extreme Speed Motorsports | 2   |     |     |     |     |     |     |     |     | 18           |
| 3    | 26      | G-Drive Racing            | 3   |     |     |     |     |     |     |     |     | 16           |
| 4    | 36      | Signatech Alpine          | 4   |     |     |     |     |     |     |     |     | 12           |
| 5    | 42      | Strakka Racing            | 5   |     |     |     |     |     |     |     |     | 10           |
| 6    | 45      | Manor                     | 6   |     |     |     |     |     |     |     |     | 8            |
| 7    | 35      | Baxi DC Racing Alpine     | 7   |     |     |     |     |     |     |     |     | 6            |
| 8    | 37      | SMP Racing                | 8   |     |     |     |     |     |     |     |     | 4            |
| 9    | 30      | Extreme Speed Motorsports | 9   |     |     |     |     |     |     |     |     | 2            |
| 10   | 27      | SMP Racing                | 10  |     |     |     |     |     |     |     |     | 1            |
| 11   | 44      | Manor                     | Ret |     |     |     |     |     |     |     |     | 0            |

#### Trophée Endurance FIA pour les Équipes de LMGTE Pro
| Pos. | Voiture | Équipe                    | SIL | SPA | LMS | NÜR | MEX | CDA | FUJ | SHA | BHR | Total points |
| ---- | ------- | ------------------------- | --- | --- | --- | --- | --- | --- | --- | --- | --- | ------------ |
| 1    | 71      | AF Corse                  | 1   |     |     |     |     |     |     |     |     | 26           |
| 2    | 51      | AF Corse                  | 2   |     |     |     |     |     |     |     |     | 18           |
| 3    | 95      | Aston Martin Racing       | 3   |     |     |     |     |     |     |     |     | 15           |
| 4    | 67      | Ford Chip Ganassi Team UK | 4   |     |     |     |     |     |     |     |     | 12           |
| 5    | 66      | Ford Chip Ganassi Team UK | 5   |     |     |     |     |     |     |     |     | 10           |
| 6    | 77      | Dempsey-Proton Racing     | 6   |     |     |     |     |     |     |     |     | 8            |
| 7    | 97      | Aston Martin Racing       | Ret |     |     |     |     |     |     |     |     | 0            |

#### Trophée Endurance FIA pour les Équipes de LMGTE Am
| Pos. | Voiture | Équipe                  | SIL | SPA | LMS | NÜR | MEX | CDA | FUJ | SHA | BHR | Total points |
| ---- | ------- | ----------------------- | --- | --- | --- | --- | --- | --- | --- | --- | --- | ------------ |
| 1    | 83      | AF Corse                | 1   |     |     |     |     |     |     |     |     | 25           |
| 2    | 98      | Aston Martin Racing     | 2   |     |     |     |     |     |     |     |     | 18           |
| 3    | 50      | Larbre Compétition      | 3   |     |     |     |     |     |     |     |     | 15           |
| 4    | 78      | KCMG                    | 4   |     |     |     |     |     |     |     |     | 12           |
| 5    | 88      | Abu Dhabi-Proton Racing | 5   |     |     |     |     |     |     |     |     | 10           |
| 6    | 86      | Gulf Racing             | Ret |     |     |     |     |     |     |     |     | 0            |